# 조동역
조동역(Jodong station, 鳥洞驛)은 강원특별자치도 정선군 신동읍 방제리에 위치한 태백선의 신호장이다.
1976년 12월 함백역과 태백본선을 연결하는 함백1터널의 개통에 따라 1977년 4월 1일 신호장으로 개역하였고, 여객취급은 개역이래 단 한번도 하지 않은 곳이다. 태백선의 예미역으로 이어지는 30퍼밀의 철도는 대한민국에서 가장 경사가 큰 철도 구간이다.

## 연혁
- 1976년 9월 18일 : 역사 신축 착공
- 1976년 12월 24일 : 역사 신축
- 1977년 3월 1일 : 신호장으로 개역[1][2]
- 2013년 11월 14일 : 제천 기점 58.7km로 변경[3]